# Cupaniopsis simulatus
Cupaniopsis simulatus är en kinesträdsväxtart som beskrevs av Sally T. Reynolds. Cupaniopsis simulatus ingår i släktet Cupaniopsis och familjen kinesträdsväxter. Inga underarter finns listade i Catalogue of Life.